# (6912) Grimm
(6912) Grimm (1991 GQ2) – planetoida z pasa głównego asteroid okrążająca Słońce w ciągu 5,38 lat w średniej odległości 3,07 j.a. Odkryta 8 kwietnia 1991 roku.